# Garnacha (teatro)
Garnacha, en el contexto de la dramaturgia del Teatro del Barroco en España, es el nombre que en el siglo XVII se les daba a las compañías de cómicos ambulantes compuestas por cinco o seis actores varones, una actriz y un muchacho que solía hacer de segunda dama.

## La garnacha de Rojas Villandrando
De la clasificación histórica de tipos de compañía de teatro del Barroco español, garnacha es, tras el bululú, el ñaque, la gangarilla, y el cambaleo, la quinta que enumera Villandrando en su libro El viaje entretenido. Y describe su atrezo, repertorio teatral, itinerario vital y yantares con estas palabras:

...llevan un arca con dos sayos, una ropa, tres pellicos, barbas y cabelleras y algún vestido de la mujer, de tiritaña. Estos llevan cuatro comedias, tres autos y otros tantos entremeses; el arca en un pollino, la mujer a las ancas gruñendo, y todos los compañeros detrás arreando. Están ocho días en un pueblo, duermen en una cama cuatro, comen olla de vaca y carnero, y algunas noches su menudo muy bien aderezado. Tienen el vino por adarmes, la carne por onzas, el pan por libras y la hambre por arrobas. Hacen particulares a gallina asada, liebre cocida, cuatro reales en la bolsa, dos azumbres de vino en casa y a doce reales una fiesta con otra.
Agustín de Rojas Villandrando

### Permanencia
Esta acepción de garnacha, en los primeros años del siglo XXI, da nombre a un grupo de teatro y a un Certamen Nacional de Teatro de Aficionados en La Rioja (España).